# كلوديا كونز
كلوديا آن كونز (بالإنجليزية: Claudia Koonz)‏ (مواليد عام 1940) مؤرخة أمريكيّة لألمانيا النازيّة. باتت رؤية وانتقاد كونز لدور المرأة خلال الحقبة النازيّة، بحدّ ذاته موضوعاً للنقاش والبحث.

## التعليم
حصلت كونز على شهادة دكتوراة من جامعة روتجرز عام 1970. كما درَّسَت في كلية الصليب المُقدّس في مدينة ورسستر في ولاية ماساتشوستس، ومن ثُمّ في جامعة ديوك.

## المنهج الفكريّ
يُعرف عن كونز توثيقها للجاذبيّة النازيّة بالنسبة للمرأة الألمانيّة وحماسة النساء في دعم النازيّة خلال العهد النازيّ في ألمانيا. وقد أثبتت كونز أن قادرة الجماعات النسويّة الألمانيّة كانوا سعداءاً بالتعاون مع النازيّة، مما اضطرَّ الكثير من الألمان للذهاب في ركب السياسة النازيّة. وقد أشارت كونز إلى أن الإناث المؤيِّدَات للنازيّين قبلوا بالتقسيم النازيّ للأجناس إلى المجال العام للرجال ومجال خاص للنساء. ادَّعت كونز أن النساء اللواتي اشتركن في حركات مقاومة النازيّة كنّ يحاولن على الأرجح الهرب من القيم «الذكوريّة» للرايخ الألمانيّ الثالث.
هناك ادعاءٌ آخر بارز لكونز وهو أن النساء اللواتي نجحن أكثر من غيرهنّ في إثبات وجودهتّ في الرايخ الثالث، كنَّ أيضاً ممن انتهكن قواعد المجتمع المتحضّر كإلسي كوخ. تؤكد كونز على أن النساء اللواتي عارضن النازيّة مئة بالمئة يمكن اعتبارهن مُقاومات للنازيّة، أما من احتججن على ممارسات نازيّة معينة كالتعقيم مثلاً دون الاحتجاج على ترحيل اليهود إلى مخيمات الموت، لا يمكن اعتبارهن، بحسب كونز مُقاومات، أو جزءاً من المقاومة. غالباً ما وضعت آراء كونز إياها في مواجهة مع جيزيلا بوك في معارك أُشير إليها عادةً بمصطلح Historikerinnenstreit (مشاجرة بين مؤرخي النساء).

## جوائز وتكريمات
- الأكاديميّة الأمريكيّة في برلين عام 2006
- مؤسسة فيرجينيا للإنسانيات عام 2006
- مركز وودرو ويلسون عام 2005
- اختير أحد كُتُبها ككتاب الشهر في نادي الكتاب التاريخيّ عام 2004
- مؤسسة جون سيمون غوغنهام عام 2005

## أعمالها
- co-written with Renate Bridenthal "Beyond Kinder, Küche, Kirche: Weimar Women in Politics and Work" from Liberating Women's History: Theoretical and Critical Essays edited by Berenice Carroll, 1976.
- "Conflicting Allegiances: Political Ideology and Women Legislators in Weimar Germany" pages 663-683 from Signs: Journal of Women in Culture and Society, Volume 1, 1976.
- co-edited with Renate Bridenthal Becoming Visible: Women in European History, 1977, revised edition 1987.
- Mothers in the Fatherland: Women, the Family, and Nazi Politics, 1986.
- "Ethical Dilemmas and Nazi Eugenics: Single-Issue Dissent in Religious Contexts" pages S8-S31 from Journal of Modern History, Volume 64, 1992.
- The Nazi Conscience Cambridge, Mass.: The Belknap Press of Harvard University Press, 2003, (ردمك 978-0-674-01172-4).